# Augusto di Hohenlohe-Öhringen
Federico Augusto Carlo, III principe di Hohenlohe-Öhringen (Breslavia, 27 novembre 1784 – Sławięcice, 15 febbraio 1853), fu un generale tedesco delle guerre napoleoniche e un nobiluomo del Casato di Hohenlohe.

## Vita
Augusto era il figlio di Federico Luigi, II Principe di Hohenlohe-Ingelfingen (1746 - 1818) e di sua moglie la Contessa Amalia von Hoym (1763 - 1840). Dopo di lui nacquero altri sette figli. Nell'agosto 1806 assunse la direzione del principato di suo padre che il processo di mediatizzazione tedesca aveva assegnato al nuovo Regno di Württemberg. Già dal 1805 il Principato aveva preso il nome di Hohenlohe-Öhringen.
Nel 1820-1835 fu eletto presidente della "Kammer der Standesherren" (Camera Alta) degli Württembergische Landstände.
Nel 1818 Augusto di Hohenlohe-Öhringen fu insignito dell'Ordine della corona del Württemberg

## Famiglia
Nel 1811 sposò Luisa, sorella del Duca Eugenio di Württemberg, un membro della famiglia reale del Württemberg. La coppia ebbe quattro figli:
- Federico Ludovico Eugenio Carlo Adalberto Emilio Augusto (12 agosto 1812 - 10 dicembre 1892). Rinunciò al suo diritto di primogenitura nel 1842;

.∞ morganaticamente nel 1844 la Baronessa Mathilde von Breuning (1821 - 1896) creata Baronessa von Brauneck da Guglielmo I di Württemberg. Ebbe discendenza.
- Federica Matilde (3 luglio 1814 - 3 giugno 1888); 
  - ∞ 1835 Günther Friedrich Karl II, Principe di Schwarzburg-Sondershausen. Ebbe discendenza
- Federico Guglielmo Eugenio Carlo Ugo, IV Principe di Hohenlohe-Öhringen, Duca di Ujest (27 maggio 1816 - 23. agosto 1897); 
  - ∞ 15 aprile 1847 la Principessa Paolina di Fürstenberg (1829 - 1900). Ebbe discendenza
- Felice Eugenio Guglielmo Ludovico Alberto Carlo (1º marzo 1818 - 8 settembre 1900); 
  - ∞ 12 giugno 1851 la Principessa Alessandrina di Hanau und Horowitz, Contessa di Schaumburg (1831 - 1871). Ebbe discendenza

## Ascendenza
|                                                     |                                  |                                                    | Genitori                                              |  |  | Nonni |  |  | Bisnonni                                        |  |  | Trisnonni                                         |  |
|                                                     |                                  |                                                    |                                                       |  |  |       |  |  | Christian Kraft, conte di Hohenlohe-Ingelfingen |  |  | Heinrich Friedrich, conte di Hohenlohe-Langenburg |  |
|                                                     |                                  |                                                    |                                                       |  |  |       |  |  | Christian Kraft, conte di Hohenlohe-Ingelfingen |  |  | Heinrich Friedrich, conte di Hohenlohe-Langenburg |  |
|                                                     |                                  | Juliana Dorothea zu Castell-Remlingen              |                                                       |  |  |       |  |  | Christian Kraft, conte di Hohenlohe-Ingelfingen |  |  |                                                   |  |
| Heinrich August, principe di Hohenlohe-Ingelfingen  |                                  |                                                    |                                                       |  |  |       |  |  | Christian Kraft, conte di Hohenlohe-Ingelfingen |  |  |                                                   |  |
|                                                     |                                  | Maria Katharina von Hohenlohe-Pfedelbach           | Hiskias, conte di Hohenlohe-Pfedelbach                |  |  |       |  |  |                                                 |  |  |                                                   |  |
|                                                     |                                  | Maria Katharina von Hohenlohe-Pfedelbach           | Hiskias, conte di Hohenlohe-Pfedelbach                |  |  |       |  |  |                                                 |  |  |                                                   |  |
|                                                     |                                  | Maria Katharina von Hohenlohe-Pfedelbach           | Dorothea Elizabeth von Hohenlohe-Waldenburg           |  |  |       |  |  |                                                 |  |  |                                                   |  |
| Friedrich Ludwig, principe di Hohenlohe-Ingelfingen |                                  | Maria Katharina von Hohenlohe-Pfedelbach           |                                                       |  |  |       |  |  |                                                 |  |  |                                                   |  |
|                                                     |                                  | Johan Friedrich II, principe di Hohenlohe-Öhringen | Johann Friedrich I, conte di Hohenlohe-Öhringen       |  |  |       |  |  |                                                 |  |  |                                                   |  |
|                                                     |                                  | Johan Friedrich II, principe di Hohenlohe-Öhringen | Johann Friedrich I, conte di Hohenlohe-Öhringen       |  |  |       |  |  |                                                 |  |  |                                                   |  |
|                                                     |                                  | Johan Friedrich II, principe di Hohenlohe-Öhringen | Luise Amöne von Schleswig-Holstein-Sonderburg-Norburg |  |  |       |  |  |                                                 |  |  |                                                   |  |
| Wilhelmine Eleonora von Hohenlohe-Öhringen          |                                  | Johan Friedrich II, principe di Hohenlohe-Öhringen |                                                       |  |  |       |  |  |                                                 |  |  |                                                   |  |
|                                                     |                                  | Dorothea Sophia von Hessen-Darmstadt               | Ernst Ludwig, langravio d'Assia-Darmstadt             |  |  |       |  |  |                                                 |  |  |                                                   |  |
|                                                     |                                  | Dorothea Sophia von Hessen-Darmstadt               | Ernst Ludwig, langravio d'Assia-Darmstadt             |  |  |       |  |  |                                                 |  |  |                                                   |  |
|                                                     |                                  | Dorothea Sophia von Hessen-Darmstadt               | Dorothea Charlotte von Brandenburg-Ansbach            |  |  |       |  |  |                                                 |  |  |                                                   |  |
| August, principe di Hohenlohe-Öhringen              |                                  | Dorothea Sophia von Hessen-Darmstadt               |                                                       |  |  |       |  |  |                                                 |  |  |                                                   |  |
|                                                     | Ludwig Gebhard II, conte di Hoym | Ludwig Gebhard I, barone di Hoym                   |                                                       |  |  |       |  |  |                                                 |  |  |                                                   |  |
|                                                     | Ludwig Gebhard II, conte di Hoym | Ludwig Gebhard I, barone di Hoym                   |                                                       |  |  |       |  |  |                                                 |  |  |                                                   |  |
|                                                     | Ludwig Gebhard II, conte di Hoym | Katharina Sophia von Schönfeld                     |                                                       |  |  |       |  |  |                                                 |  |  |                                                   |  |
| Julius Gebhard, conte di Hoym                       | Ludwig Gebhard II, conte di Hoym |                                                    |                                                       |  |  |       |  |  |                                                 |  |  |                                                   |  |
|                                                     |                                  | Rachel Louise von Wertern-Baichlingen              | Georg, conte di Werthern-Baichlingen                  |  |  |       |  |  |                                                 |  |  |                                                   |  |
|                                                     |                                  | Rachel Louise von Wertern-Baichlingen              | Georg, conte di Werthern-Baichlingen                  |  |  |       |  |  |                                                 |  |  |                                                   |  |
|                                                     |                                  | Rachel Louise von Wertern-Baichlingen              | Rachel Helena von Miltitz                             |  |  |       |  |  |                                                 |  |  |                                                   |  |
| Amalie Luise von Hoym                               |                                  | Rachel Louise von Wertern-Baichlingen              |                                                       |  |  |       |  |  |                                                 |  |  |                                                   |  |
|                                                     |                                  | Johann Adolf von Dieskau                           | Hans von Dieskau                                      |  |  |       |  |  |                                                 |  |  |                                                   |  |
|                                                     |                                  | Johann Adolf von Dieskau                           | Hans von Dieskau                                      |  |  |       |  |  |                                                 |  |  |                                                   |  |
|                                                     |                                  | Johann Adolf von Dieskau                           | Elisabeth von Bismarck                                |  |  |       |  |  |                                                 |  |  |                                                   |  |
| Christiana Charlotte von Dieskau                    |                                  | Johann Adolf von Dieskau                           |                                                       |  |  |       |  |  |                                                 |  |  |                                                   |  |
|                                                     |                                  | Christiana Magdalena Dorothea von Ponikau          | Johann August von Ponikau                             |  |  |       |  |  |                                                 |  |  |                                                   |  |
|                                                     |                                  | Christiana Magdalena Dorothea von Ponikau          | Johann August von Ponikau                             |  |  |       |  |  |                                                 |  |  |                                                   |  |
|                                                     |                                  | Christiana Magdalena Dorothea von Ponikau          | Sophie Margarethe von Miltitz                         |  |  |       |  |  |                                                 |  |  |                                                   |  |
|                                                     |                                  | Christiana Magdalena Dorothea von Ponikau          |                                                       |  |  |       |  |  |                                                 |  |  |                                                   |  |